# Johnny Casanova
Johnny Casanova (San Marino, 11 december 1978) is een San Marinees voormalig voetbalscheidsrechter. Hij was in dienst van FIFA en UEFA tussen 2012 en 2016. Ook leidde hij tot 2016 wedstrijden in de Campionato Sammarinese.
Op 3 juli 2012 maakte Casanova zijn debuut in Europees verband tijdens een wedstrijd tussen Valletta en FC Lusitanos in de voorrondes van de UEFA Champions League; het eindigde in 8–0 in het voordeel van de Maltezers en de San Marinese leidsman trok eenmaal een gele kaart. Zijn eerste interland floot hij op 6 september 2013, toen Kazachstan met 2–1 won van Faeröer. Tijdens deze wedstrijd toonde Casanova aan twee spelers een gele kaart.

## Interlands
| Datum            | Plaats                 | Wedstrijd            | Uitslag | Competitie           | Kreeg geel | Kreeg voor de tweede keer geel en dus rood | Weggestuurd |
| ---------------- | ---------------------- | -------------------- | ------- | -------------------- | ---------- | ------------------------------------------ | ----------- |
| 6 september 2013 | Nur-Sultan, Kazachstan | Kazachstan – Faeröer | 2 – 1   | WK 2014 kwalificatie | 2          | 0                                          | 0           |
| 28 maart 2016    | Paola, Italië          | Andorra – Moldavië   | 0 – 1   | Vriendschappelijk    | 3          | 0                                          | 0           |